# ويليام وود (سياسي)
ويليام وود (بالإنجليزية: William Wood)‏ هو سياسي أسترالي، ولد في 4 نوفمبر 1869، وتوفي في 30 مايو 1953 في أستراليا. حزبياً، نشط في Protectionist Party ‏. وقد انتخب عضو الجمعية التشريعية نيو ساوث ويلز.